# Paprenjak
Paprenjak je vrsta prehrambenog proizvoda, srodan keksu. 

## Opis
Dobiva ga se od mlinskih proizvoda, šećera, škrobnog sirupa i/ili meda, masnoća, jaja i začina. 
Obvezni sadržaj su masnoće, kojih mora biti bar 10 %.
U gotovom proizvodu smije biti najviše 5 % vode.
Paprenjak je tradicijski hrvatski kolač.
Naziv "paprenjak" dolazi od arhaičnog naziva za sve začine - papar. Hvarski paprenjaci nemaju papra, dok ga zagrebački sadržavaju.
Umijeće pripreme tradijske slatice starogrojskog paprenjoka je zaštićeno kulturno dobro Republike Hrvatske.